# 盆奴里
盆奴里，又稱蒲奴里、蒲聂、喷纳、博诺，是辽、金时期五国部之一，為五國部第二城，遗址位于黑龙江省汤原县大有屯附近的固木纳古城。元代时为托温（桃温）女真军民萬戶府。
盆奴里位於遼朝“鷹路”要衝，鷹路即辽国强迫五国部生女真向辽朝交纳海东青、宝马、貂皮、黄金、珍珠、蜂蜜、松籽及人参等贵重物品的财源通道。
每年辽都要不断地派银牌天使，催缴海东青等重要物资。银牌天使带着至少50人以上的辽朝护卫，所到之处横征暴敛，强取豪夺，不给就“先战斗而后得之”，因此经常杀戮百姓，逼迫上等户妻女“荐枕”，引起了盆奴里女真的强烈反抗。
自辽兴宗重熙七年（1038年），到辽道宗寿昌二年（1096年）的58年间，共发生四起叛辽阻鹰路事件。

## 歷史
元代在此設立五個女真軍民萬戶府之一的桃溫軍民萬戶府。
明代稱桃溫城。
在清代有固木呐、托温城之称。
屠寄《黑龙江舆图说》中有:“吞河(今汤旺河)即合众流，又曲东流五十里经固木呐城东北。其城即金屯河猛安，元桃温万户府故城。亦即辽五国部盆奴里国，一作蒲奴里。(金史》所谓五国蒲聂部者也，又东南二十里流人松花江……。”

## 含義
《满洲源流考》认为盆奴里一词为满文中bono（博诺）一词的近言，其涵义为冰雹。
學者刘文生等人根据词根及比对遗迹周围环境，認為桃溫為滿語tun，含義為島。

## 遺址
桃温万户府故城或称元代桃温军民万户府古城，位于黑龙江省佳木斯市汤原县香兰镇红胜村北。因附近的双河村，故又称双河古城。 

## 延伸阅读
[在维基数据编辑]
 《欽定古今圖書集成·方輿彙編·邊裔典·蒲奴里部》，出自陈梦雷《古今圖書集成》